# 白いハンカチーフ
「白いハンカチーフ」（しろいハンカチーフ）は、1984年1月21日に発売された堀ちえみの9枚目のシングル。

## 解説
- オリコンチャート上においては、週間最高順位7位、売上枚数は14.2万枚を記録[1]。
- またTBS系『ザ・ベストテン』と日本テレビ系『ザ・ベストテン』にも、堀自身通算5曲目のランクインを果たした[2]。

## 収録曲
1. 白いハンカチーフ（3分28秒）
作詞：大津あきら／作曲：網倉一也／編曲：矢野立美
2. Lai Lai Lai（3分40秒）
作詞：岩里祐穂／作曲：岩里未央／編曲：鷺巣詩郎